# White Devil Armory
White Devil Armory è il diciassettesimo album in studio della thrash metal band statunitense Overkill, pubblicato nel 2014.

## Tracce
Testi e musiche di D.D. Verni e Bobby Ellsworth.
1. XDM – 0:49
2. Armorist – 3:53
3. Down to the Bone – 4:04
4. Pig – 5:21
5. Bitter Pill – 5:48
6. Where There's Smoke... – 4:20
7. Freedom Rings – 6:52
8. Another Day to Die – 4:56
9. King of the Rat Bastards – 4:09
10. It's All Yours – 4:26
11. In the Name – 6:03

Tracce bonus nell'edizione deluxe
1. The Fight Song – 5:12
2. Miss Misery (feat. Mark Tornillo) (Nazareth cover)) – 4:31

## Formazione
- Bobby Ellsworth - voce
- Dave Linsk - chitarra
- Derek Tailer - chitarra
- D.D. Verni - basso
- Ron Lipnicki - batteria